# 성전에서의 발견

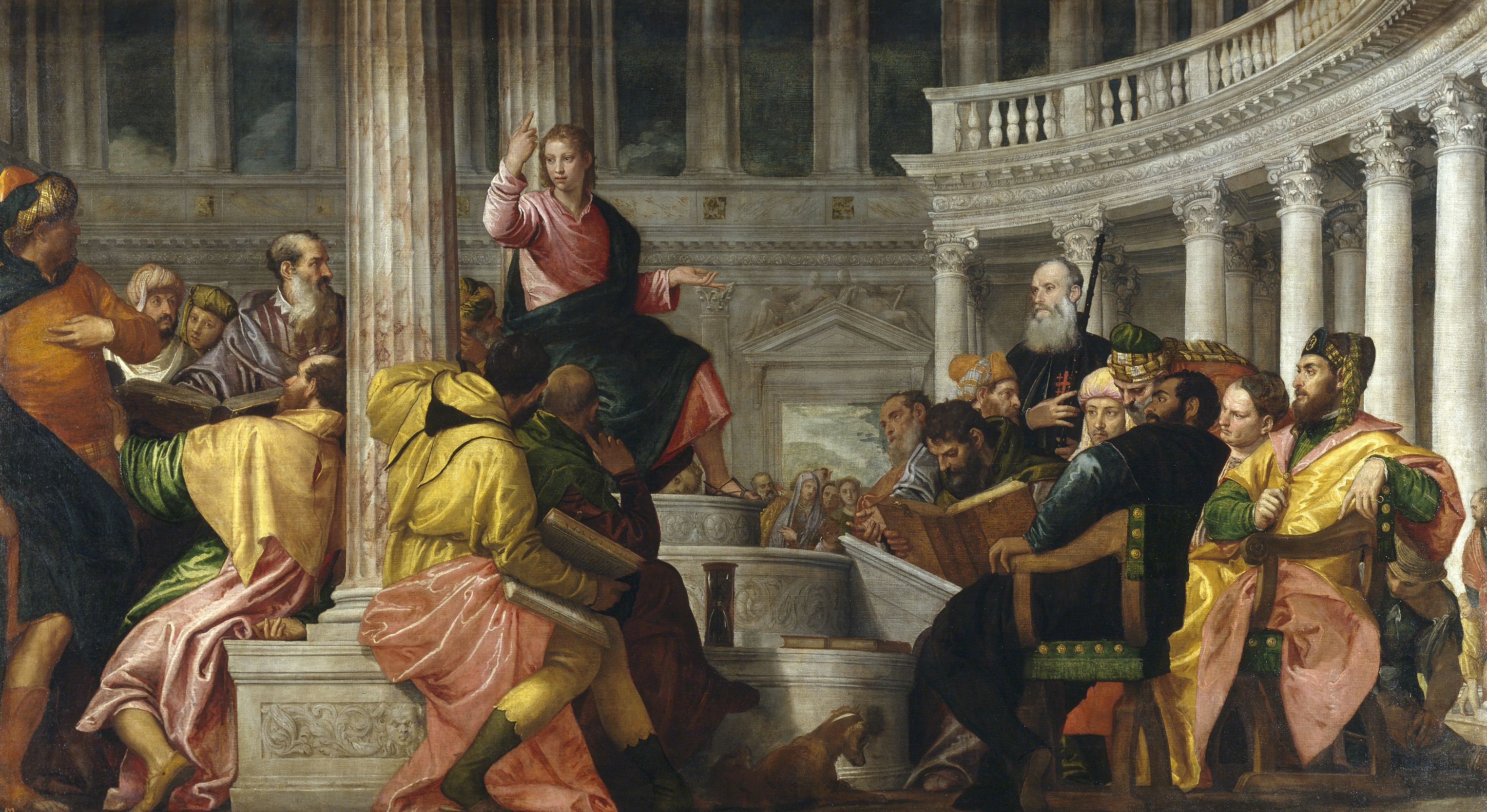

성전에서의 발견은 누가복음 2장에 묘사된 예수의 초기 생애의 일화였다. 정경 복음서에 언급된 예수의 후기 어린 시절의 유일한 사건이다.

## 복음 기록
이 일화는 누가복음 2장 41~52절에 설명되어 있다. 열두 살이 된 예수는 마리아와 요셉, 그리고 많은 친척과 친구들과 함께 "관습에 따라", 즉 유월절에 예루살렘으로 순례를 떠난다. 그들이 돌아오는 날, 예수는 성전에 머물렀다. 마리아와 요셉은 집으로 돌아갔고 하루를 여행한 후에 예수님이 없어진 것을 알고 예루살렘으로 돌아갔고 사흘 후에 예수님을 찾았다. 그는 성전에서 장로들과 토론하면서 "그들의 말을 듣고 그들에게 질문"하는 것을 발견했다. 그들은 특히 그의 어린 나이를 감안할 때 그의 학식에 놀랐다. 마리아가 훈계했을 때 예수께서는 “어찌하여 나를 찾으셨나이까 내가 내 아버지 집에 있어야 할 줄을 알지 못하셨나이까”라고 대답하셨다.
이 이야기는 외경인 2세기 토마스의 유년 복음서(19:1~12)와 같은 후기 문학에서 약간 정교하게 설명되었다. 예수님을 잃어버린 것은 마리아의 일곱 가지 고통 중 세 번째이며, 성전에서의 발견은 묵주기도의 다섯 번째 환희의 신비이다.

## 같이 보기
- 고통의 성모